# Призрак Оперы (фильм, 2004)
«Призрак Оперы» (англ. The Phantom of the Opera) — американский музыкальный фильм, снятый режиссёром Джоэлом Шумахером в 2004 году по одноимённому мюзиклу Эндрю Ллойда Уэббера, который в свою очередь поставлен по мотивам одноимённого романа французского писателя Гастона Леру. Джерард Батлер исполнил роль Призрака, а Эмми Россум и Патрик Уилсон — роли Кристины и Рауля, соответственно. Также в картине заняты Миранда Ричардсон, Минни Драйвер и Дженнифер Эллисон в ролях второго плана.
Проект был начат ещё в 1989 году, но съёмки начались лишь в 2002 году, так как Ллойд Уэббер и Джоэль Шумахер никак не могли совместить свои рабочие графики. Съёмки проходили на студии «Pinewood», в то время как «натурные» сцены были воссозданы при помощи компьютерной графики и декораций. Эмми Россум, Патрик Уилсон и Минни Драйвер ранее профессионально занимались пением, а Джерард Батлер брал уроки вокала. Общие мировые сборы картины составили около $158 миллионов, а отзывы получились смешанные. Основная критика была в адрес режиссуры и сценария, но высоко оценена работа актёров и художников картины.

## Сюжет
Основное действие перемещается интерлюдиями, дающими понять, что действие происходит в воспоминаниях героев.
2 июля 1870 года. В парижском театре «Опера́ Популе́р», только что купленном двумя дельцами, скандал. В театре часто происходят несчастные случаи, которые многие связывают с неким «Призраком Оперы». Примадонна оперы, итальянка Карлотта Гудичелли, отказывается в таких условиях исполнять свою роль, и её заменяют на никому неизвестную танцовщицу кордебалета Кристину Даае. Не может балерина стать выдающейся оперной певицей: у них взаимно противоречивые требования к конституции. Одновременно Ришар Фирмен и Жиль Андре, новые хозяева театра, получают от Призрака письмо, где он диктует им свои условия.
Выступление Кристины имеет оглушительный успех, мгновенно превращающий её в новую звезду оперы. Поздравить девушку приходит друг её детства, виконт Рауль де Шаньи, который испытывает к ней нежные чувства. Кристина раскрывает ему секрет своего успеха: её учил пению некий таинственный учитель, которого она называет «Ангелом Музыки». Ей кажется, что это дух её покойного отца.
После встречи с Раулем, в зеркале девушке является тень человека в маске, гипнотизирующая её своим голосом и заставляющая последовать за собой через тайный проход. Это и есть «Ангел Музыки», он же «Призрак Оперы». Он в восторге от выступления своей ученицы. Но когда она снимает с Призрака маску, тот приходит в ярость, хоть и успевает закрыть своё лицо руками.
Тем временем, в театре переполох: Фирмен и Андре в шоке от исчезновения своей новой звезды и от угрожающих писем, которые им посылает Призрак. Такие же письма приходят виконту и Карлотте. Одновременно директора наслаждаются тем, какую шумиху это создаёт вокруг их театра, привлекая публику. В одном из писем Призрак требует, чтобы Кристина была назначена на главную роль в новой комедии «Il Muto». Карлотте же он отводит немую роль пажа. Фирмен в угоду Карлотте отказывается следовать его инструкциям, и они с Андре распределяют роли с точностью до наоборот.
Во время премьеры «Il Muto» Призрак появляется в зале, на осветительных подмостках, попутно мимоходом убив помешавшего ему осветителя — Джозефа Буке. Подменив флакон со спреем, он лишает Карлотту голоса, заставляя её «квакать» на сцене. Фирмен и Андре вынуждены принять его условия. Но Кристина уже не очарована своим «ангелом»; она боится его, ставшего целеустремленным убийцей. Она умоляет Рауля о защите, и тот клянется ей, что всегда будет рядом. Рауль и Кристина признаются друг другу в любви. Призрак, видящий это, страдает от горя и ревности.
Проходит три месяца. «Опера Популер» открывает новый сезон, а о Призраке Оперы всё это время не слышно. Фирмен, Андре, Карлотта, Кристина и все актёры дружно празднуют Новый Год на маскараде. В разгар праздника в зале появляется Призрак в костюме Красной Смерти и объявляет, что написал новую оперу — «Торжествующий Дон Жуан», — и «его» театр обязан поставить её. На главную женскую роль он опять назначает Кристину Даае. После этого он скрывается через тайный люк в полу. Рауль прыгает за ним, но попадает в комнату, полную зеркал, где путается в ориентации. Оттуда его выводит мадам Жири. Та рассказывает ему истинную историю Призрака: это был мальчик-урод, которого цыгане показывали в балагане и издевались над ним ради прибыли. Несчастный сбежал, предварительно убив своего мучителя, и Жири помогла ему скрыться в катакомбах под Оперой, где он вырос, впитывая в себя классическую музыку, и вскоре сам проявил талант архитектора, художника, певца и композитора. Однако, истерзанный судьбой, он стал жесток, ревнив и целеустремлен. Он так или иначе участвовал в постройке театра, так как тот полон ходов и мест, известных только ему и частично мадам.
Кристина тайно едет на кладбище на могилу своего отца, чтобы помолиться, но там её уже ждёт Призрак. Тот вновь начинает манить девушку своим голосом. Но в этот момент на кладбище врывается Рауль, уже знающий историю Призрака, и вступает с ним в поединок на шпагах. Рауль мог бы убить Призрака, но Кристина умоляет пощадить и отпустить его. В ярости Призрак объявляет влюблённым войну.
Постановка «Торжествующий Дон Жуан» проходит при полном аншлаге. По сценарию, Дон Жуан должен явиться к возлюбленной в маске и соблазнить её. Прямо за кулисами Призрак убивает тенора Пьянджи, актёра, игравшего Дон Жуана, и занимает его место. На самом деле эту арию он писал для себя и, в общем-то, о себе. Никто, кроме Кристины, не узнает в Дон Жуане Призрака, когда он блестяще исполняет партию. Когда Призрак в конце песни заключает Кристину в объятья, та срывает с него маску, обнажив его страшное, изуродованное лицо.
Призрак бежит прочь от разъяренной толпы, силой ведя за собой Кристину. Мадам Жири показывает Раулю короткий путь, и ему удаётся нагнать беглецов. Призрак побеждает Рауля в схватке и говорит, что оставит того в живых, если Кристина останется с Призраком. Кристина говорит, что он не одинок, и целует его. Потрясенный до глубины души Призрак отпускает влюблённых на свободу, а сам разбивает зеркала в своём убежище и убегает через тайный ход, расположенный в одном из зеркал.
Спустя 49 лет, престарелый Рауль на аукционе покупает музыкальную шкатулку с обезьянкой, бьющей в тарелочки, которая когда-то принадлежала Призраку, и кладёт её к могиле почившей Кристины. Согласно надгробному камню, Кристина вышла замуж за Рауля, родила ему детей и умерла за 2 года до демонстрируемых событий. Но на могиле Рауль с потрясением обнаруживает свежесрезанную розу и бриллиантовое кольцо — подарок Призрака, означающий, что он все еще жив и всегда будет любить Кристину.

## В ролях
| Актёр             | Роль                              |
| ----------------- | --------------------------------- |
| Эмми Россум       | Кристина Даае                     |
| Джерард Батлер    | Эрик, Призрак оперы, Ангел Музыки |
| Патрик Уилсон     | виконт Рауль де Шаньи             |
| Минни Драйвер     | Карлотта Гудичелли                |
| Миранда Ричардсон | мадам Антуанетта Жири             |
| Дженнифер Эллисон | Мег Жири                          |
| Киаран Хайндс     | Ришар Фирмен                      |
| Саймон Кэллоу     | Жиль Андре                        |
| Мюррей Мелвин     | Монсеньор Рейе                    |
| Кевин МакНелли    | Джозеф Буке                       |
| Джеймс Флит       | Монсеньор Лефевр                  |
| Виктор МакГуайер  | Убальдо Пьянджи                   |
| Рамин Каримлу     | Густав Даае, отец Кристины        |
| Маргарет Прис     | голос Карлотты Гудичелли          |

## Производство

### Разработка проекта
Проект был готов к запуску ещё в начале 1989 года, и на тот момент его главными звёздами должны были стать Майк Кроуфорд и Сара Брайтман — именно они и исполняли главные роли на театральных подмостках. Студия «Warner Bros.» отдала Уэбберу полный творческий контроль над картиной, а Шумахер, чьи музыкальные пристрастия в «Пропащих ребятах» впечатлили Уэббера, был назначен режиссёром. Одним из возможных кандидатов на режиссёрское кресло был индиец Шекхар Капур. В том же году Шумахер и Уэббер написали сценарий картины, и съёмки должны были начаться на студии «Pinewood Studios» в Англии в июле 1990 года с бюджетом $25 миллионов. Затем съёмки перенесли на ноябрь 1990 на студию «Babelsberg Studios» в Мюнхене и «Barrandov Studios» в Праге. Однако незадолго до начала работы над проектом Эндрю Ллойд Уэббер развелся с Сарой Брайтман и проект попал на пыльные полки.
«Затем моя карьера пошла вверх и я был постоянно занят на съёмках других картин», — говорит Шумахер Картина попала в так называемый «производственный ад», который начался в начале 1990 и закончился в 2000-х годах. В феврале 1997 года Шумахер вновь был готов снимать картину, но последовал триумф фильмов «Бэтмен», «Вердикт за деньги», «Девушки мечты». К тому времени, студия хотела взять на роль Призрака Джона Траволту или Антонио Бандероса — последний даже спел арию Призрака на специальном телевизионном мероприятии «Andrew Lloyd Webber: The Royal Albert Hall Celebration». За долгие тринадцать лет, что картина находилась в разработке, участниками проекта почувствовало себя довольно много ярких персоналий, пусть и не на длительный срок. Специально для кинокартины Уэббер написал около 15 минут новой музыки.
Наконец в декабре 2002 года Шумахер и Уэббер вернулись к работе над «Призраком». В январе 2003 года было объявлено, что компания Уэббера, «Really Useful Group», выкупила права на фильм у «Warner Bros.» и начала работу над независимым проектом. Уэббер вложил в создание фильма собственные средства в размере 6 миллионов долларов. Бюджет составил $55 миллионов, а дополнительные $15 миллионов ушли на продвижение картины. Общий бюджет добрался до отметки $70 миллионов. Компания «Warner Bros.» занялась дистрибуцией, но контракт не был подписан до июня 2003 года, когда были найдены все исполнители главных ролей.

### Кастинг
Кастинг актёров проходил в Нью-Йорке. Уэббер не принимал участие в подборе актёров, но единственным его условием было лишь то, что актёры должны петь своими голосами. Первым актёром, которого утвердили на роль, стал Патрик Уилсон, ранее участвовавший в бродвейских постановках. На роль Призрака претендовали Джон Траволта и Антонио Бандерас. Последний даже брал уроки вокала специально для данной роли. Хью Джекману предложили пройти пробы на роль Призрака, однако он не смог принять участие в проекте из-за конфликта рабочих графиков мюзикла и блокбастера «Ван Хельсинг», в котором снимался Джекман. «Мне позвонили и предложили пройти прослушивание», — сказал Джекман в одном из интервью в апреле 2003 года. «Впрочем, как и 20-ти другим актёрам. К сожалению, я был занят тогда. Так я не попал в этот проект». «Нам нужен был кто-то, в ком чувствуется дух рок-н-ролла», — сказал Эндрю Ллойд Уэббер. «Он должен быть жёстким и даже опасным, не обязательно профессиональным певцом. Кристину влечёт к Призраку именно потому, что он на одной ноге с опасностью». Джоэлю Шумахеру понравилась игра Батлера в картине «Дракула 2000». До проб Батлер никогда не пел профессионально и взял всего четыре урока по пению до того, как исполнил арию «The Music Of The Night».
Кира Найтли была одной из претенденток на роль Кристины Даае. Помимо Киры, среди соискателей также числилась Шарлотта Чёрч. В марте 2003 года Кэти Холмс была основной претенденткой на роль Кристины и даже брала уроки вокала, однако режиссёр посчитал её слишком «старой» для этой роли. В 2004 году роль отошла актрисе Энн Хэтэуэй, поющей в крепком сопрано. Но и Хэтэуэй пришлось отказаться от съёмок из-за конфликта графиков с фильмом «Дневники принцессы 2: Как стать королевой», и актриса не могла нарушить условия контракта. Наконец роль получила Эмми Россум — актриса стала последней участницей основного состава, утверждённой на роль. По мнению Россум, отношения Призрака и Кристины напоминают отношения Сьюзанн Фаррелл и Джорджа Баланчина. Эмми было всего 18 лет во время съёмок, Уилсону — 30, а Батлеру — 34. Кино-версии её героини было 16 лет: на могиле Кристины указана дата рождения 1854 год, а действие фильма происходит в 1870.
Минни Драйвер исполняла своим голосом только одну песню — «Learn To Be Lonely», в картине оперные партии исполняла Маргарет Прис. Ни Джерард Батлер, ни Эмми Россум до того, как получили свои роли, ни разу не видели одноименный мюзикл. Джоэль Шумахер также не видел театрального варианта. Киаран Хайндс, с которым Шумахер работал над картиной «Охота на Веронику», сыграл Ришара Фирмена. Рамин Каримлу, сыгравший отца Кристины в фильме, на сцене исполнял обе главные мужские роли — Рауля и Призрака.

### Съёмки
Основные съёмки картины проходили с 15 сентября 2003 по 15 января 2004 года. Съёмки проходили в восьми павильонах студии «Pinewood», где была построена часть декораций «Palais Garnier». Батлер и Россум начали работу над картиной со съёмок номера «Point Of No Return», которые начались на пятый производственный день и длились три дня. Основная часть спец-эффектов и декораций была воссоздана на компьютере или смоделирована в масштабе компанией «Cinesite». Виды Парижа в музыкальном номере «All I Ask Of You» были воссозданы при помощи технологии Matte Painting, а следы Призрака на снегу — были воссозданы искусственно, а затем изображение балкона увеличено под реальные размеры актёров. «Cinesite» также создали копию гигантского канделябра, упавшего в зал на зрителей. Сама люстра весила около 2,2 тонны и была полностью изготовлена из компонентов «Swarovski»; её цена — $1,3 миллиона.
Производственный дизайнер Ди. Джей. Пратт создал здание Парижской оперы, вдохновляясь работами французского архитектора Шарля Гарнье, а также Эдгара Дега, Джона Сингера Сарджента, Гюстава Кайботта, Прерафаэлитов и Данте Габриэля Россетти.
Шумахер вдохновлялся фильмом «Красавица и Чудовище» (1946) Жана Кокто, в котором руки, торчащие из стен коридора, держат подсвечники. Кладбище фильма представляло собой воссозданные кладбища Пер-Лашез и Монпарнас. Для сцены-маскарада, дизайнер Александра Бирн использовала чёрный, белый, золотой и серебряный цвета. В апреле 2004 года аудиторию, присутствовавшую на одноименном спектакле в Лондоне, попросили задержаться после выступления и записать шумовые эффекты для кинокартины.
Для того, чтобы загримировать Джерарда Батлера, ежедневно уходило порядка 4 часов — больше всего времени ушло на грим для съёмок последнего эпизода, в котором исполнялся номер «Down Once More…», а сам финал картины снимали неделю; чтобы состарить Рауля, Патрик Уилсон также проводил несколько часов в гримёрной. Режиссёр Джоэль Шумахер хотел добиться реализма, поэтому в сцене пожара декорации театра действительно были сожжены дотла. Лодка во время арии «The Phantom Of The Opera» двигалась по специальным рельсам. Зажигающиеся свечи, которые поднимаются из воды, не видео-эффект: это специальные свечи, которые зажигаются при соприкосновении с воздухом. Эмми Россум во время съёмок ела мороженое, так как корсет не давал возможности глотать другую пищу. Оркестр, записавший музыку для фильма, состоял из 105 музыкальных инструментов. Патрик Уилсон сам исполнил все свои трюки.

## Отличия от сценической версии

### Сюжет
- Действие фильма начинается в 1919 году, действие мюзикла — в 1911. Затем действие мюзикла переносится в 1881 год, в фильме — в 1870, в результате чего в фильме нарушена историческая хронология, так как в июле 1870 разразилась франко-прусская война. В середине сентября того же года началась осада Парижа немецкими войсками, а в конце января 1871 Париж вынужден был сдаться. Именно на этот период приходится действие «Masquerade», чего в реальности никак не могло произойти, так как во время осады все театры, в том числе и Опера Гарнье, были отданы под госпитали.
- В фильме добавлена сюжетная линия, продолжающая «Пролог» с постаревшим Раулем, который после аукциона едет на кладбище к могиле Кристины, по пути вспоминая события прошлого, и находит на её могиле цветок и перстень, оставленные якобы Призраком. В сценической версии после «Пролога» действие в будущее больше не переносится.
- В фильме Кристина с 7 лет в Опере, куда она попала после смерти отца, и Призрак учит её уже 10 лет. В мюзикле ничего об этих временных периодах не говорится.
- В фильме Рауль приезжает на репетицию «Ганнибала» вместе с директорами, и Кристина, увидев его, рассказывает Мег о том, как они познакомились. В сценической версии Рауль в этой сцене не присутствует и первый раз появляется только уже во время представления самого «Ганнибала». Диалог Мег и Кристины, соответственно, в сценической версии этой сцены тоже отсутствует и в фильме основывается на сюжете книги.
- В сценической версии Рауль, придя первый раз в гримёрку к Кристине, говорит, что когда они познакомились, ему было 14. В фильме эта реплика отсутствует, потому что по сюжету фильма Кристина попадает в Оперу в 7 лет, что происходит уже после знакомства с Раулем и при такой возрастной разнице они не смогли бы подружиться.
- В фильм добавлена сюжетная линия, где после «The Music Of The Night» Мег приходит в гримёрку к Кристине и проходит за зеркало, но затем её останавливает мать, которая уводит её обратно.
- В «Il Muto» роль обманутого мужа Дона Аттильо исполняет Убальдо Пьянджи, Призрак подменяет «спрей» Карлотты для горла (что действует на её голосовые связки, и она пускает «жабу») и уходит, не дожидаясь её «квакания». В сценической версии «Il Muto» роль Дона Аттильо исполняет неизвестный актёр, отсутствует спрей (Призрак как бы поёт за Карлотту, заставляя её опозориться перед публикой), а Призрак не уходит, а истерично смеётся и кричит, что Карлотта своим пением может заставить люстру упасть.
- Сцена, где Рауль, прыгнув под пол вслед за Призраком, оказывается в зеркальной комнате с вращающимися стенами, отсутствует в сценической версии и в фильме является чем-то вроде дани оригинальному роману, где у Эрика в жилище построена комната пыток с похожим описанием[3].
- В фильме мадам Жири рассказывает Раулю, что в детстве она помогла Призраку сбежать с цыганской ярмарки и спрятала его в подвалах театра. В сценической версии она просто рассказывает о существовании человека с изуродованным лицом на ярмарке, но не раскрывает, как он оказался в театре. Рассказ в киноверсии является отсылкой к роману-сиквелу Фредерика Форсайта «Призрак Манхэттена».
- В фильме у Рауля с Призраком на кладбище происходит фехтование на шпагах, которое заканчивается поражением Призрака, но Кристина уговаривает Рауля не убивать того и они убегают. В сценической версии сражения, как такового, вообще не происходит, потому что Призрак мечет огненные шары, что заставляет Кристину и Рауля убежать.
- В киноверсии «The Point of No Return» Кристина сразу понимает, что перед ней Призрак, в сценической версии она догадывается об этом не сразу, потому что Призрак в этой сцене носит балахон с капюшоном.
- В фильме падение люстры происходит в финале и приводит к жертвам и пожару, которым заканчивается существование театра «Опера Популер». В спектакле же люстра падает в конце первого действия, сразу после уединённого диалога Кристины и Рауля, подслушанного Призраком, и не приводит к ужасающим последствием, а второе действие спектакля начинается с бала-маскарада, и показывает события происходящие спустя полгода после падения люстры, в течение которых призрак не досаждал. Соответственно, из текстов песен в фильме убраны упоминания разбитой люстры[3].
- В фильме Рауль, спускаясь по лестнице в катакомбы, попадает в ловушку Призрака и едва не погибает. В спектакле ловушки отсутствуют.

### Персонажи
- В фильме совершенно не ясно, кем является пожилая леди на аукционе, которую называют мадам Жири. Если учесть, что сильно постаревший Рауль на момент действия этой сцены сидит в инвалидном кресле, то это может быть только Мэг Жири, хотя сыграна она Мирандой Ричардсон, играющей её мать. В сценической версии этот персонаж в данной сцене отсутствует.
- В фильме Карлотта имеет при себе служанку, парикмахера и швею, которые участвуют в некоторых мизансценах.
- Возраст Кристины в фильме, судя по всему, — 17 лет. В мюзикле возраст не указывается, но скорее всего Кристина в сценической версии, как и в книге, старше, чем в фильме.
- Поскольку по сюжету фильма Кристина знакома с Призраком с 7 лет, то из-за этого смещены все психологические акценты, так как при таком долгом сроке знакомства Кристина слишком легко отталкивается от Призрака в финале. В сценической версии её отстранение от Призрака не выглядит странным, потому что там неизвестен срок их знакомства.
- Несмотря на то, что по сюжету события фильма происходят во Франции, французский акцент присутствует только у Мадам Жири.
- Мадам Жири подчеркивает заботу о Кристине, говоря директорам, что она ей как дочь. В сценической версии такое родство не указывается и Мадам Жири там более строга, чем в фильме — есть эпизод, где после триумфа Кристины она отчитывает других танцовщиц.
- В фильме Кристина в арии «Twisted Every Way» просто расстроена грядущими событиями, в сценической версии она, узнав, что её хотят использовать фактически как «приманку», впадает в истерику.
- Уродство Призрака также отличается: если в фильме скрытая под маской часть лица покрыта родимым пятном, то у сценического Призрака обнажены мышцы.

### Оформление
- Наряд Кристины, в котором она поёт «Think Of Me», не имеет ничего общего с нарядом изображаемой ею Королевы Элиссы; в сценической версии Кристина носит тот наряд, что в предыдущей сцене носила Карлотта. Однако в фильме Карлотта говорит, что у неё ещё нет костюма, поэтому подразумевается, что тот наряд, который Карлотта носила, репетируя «Think Of Me», не относился к Элиссе.
- В фильме в некоторых ариях либо сократили, либо вовсе убрали хореографию («Hannibal», «Il Muto»), но вместо этого расширили сценографию некоторых сцен («Prima Donna», «Twisted Every Way», «Wishing You Were Somehow Here Again») и добавили новую хореографию («Masquerade», «The Point of No Return»).
- Приведя Кристину в своё убежище, Призрак сбрасывает с себя плащ, который потом никак не использует. В сценической версии Призрак накрывает плащом Кристину, когда она теряет сознание, увидев свой манекен-двойник.
- В фильме Призрак укладывает потерявшую сознание Кристину в элегантную кровать в форме лебедя, в сценической версии кровать в его логове отсутствует, и он укладывает Кристину в лодку.
- В фильме Густав Даае похоронен в небольшом склепе, в сценической версии у него обычная могила с надгробием.
- Костюмы Призрака в фильме очень отличаются от сценической версии: повседневным костюмом Призрака в фильме является тёмный сюртук, в сценической версии это парадный фрак; костюм Красной Смерти в фильме выглядит как мундир наполеоновской эпохи, в сценической версии он похож на костюм древнего вельможи; а вольного костюма Дон Жуана в сценической версии и вовсе нет — в этой сцене Призрак закутывается в чёрный балахон, а под ним носит свой традиционный фрак.
- Аналогичная ситуация с головными уборами Призрака, которых в фильме нет. В сценической версии в дополнении к повседневному костюму он носит шляпу типа акубра, нечто вроде тюбетейки в сцене, где Кристина просыпается в его логове, роскошную шляпу с перьями в костюме Красной Смерти и небольшую траурную шляпу с большим пером на кладбище.

### Песни
- Какая-то часть речитативных реплик и диалогов из фильма в сценической версии произносится на распев.
- Ария «Angel of Music» в фильме начинается с того, что Кристина сидит в маленькой часовне и ставит свечу к траурной фотографии отца. Она слышит, как Призрак вдалеке поёт ей похвалу, затем приходит Мэг, Кристина рассказывает ей про Ангела Музыки, и после они уходят за кулисы. В сценической версии сцена происходит только за кулисами и в гримёрной. В фильме похвала Призрака состоит из слов «Brava, brava, bravissima», в сценической версии — «Bravi, bravi, bravissimi».
- Узнав Кристину, Рауль в фильме уходит из ложи и поёт свою партию, идя по театру. В сценической версии он остаётся в ложе.
- В фильме в некоторых ариях убрали по куплету («Hannibal», «The Phantom Of The Opera»).
- В фильм не вошли арии «Notes II» (Кристина, директора, Карлотта и Пианджи получают от Призрака письмо, в котором он даёт им наставления по поводу их ролей в «Торжествующем Дон Жуане»), «Seal My Fate» (Призрак с помощью чревовещания дурачит Рауля и жандармов) и «A Rehearsal for Don Juan Triumphant» (актёры пытаются репетировать «Дон Жуана», но не знают, правильно ли они поют, и в какой-то момент Призрак заставляет рояль играть сам по себе, а актёры подстраиваются под его ритм), но свою партию из «Notes II» Призрак пропевает в «Why So Silent», где даёт наставления Кристине, директорам, Карлотте и Пианджи (в сценической версии он вместо этого поёт другую партию, в фильме неиспользованную, где намекает им, что есть вещи пострашнее, чем упавшая люстра), и свою партию из «Seal My Fate» он поёт в краткой сцене, где гримируется для выступления в «Дон Жуане».
- Ария «Twisted Every Way» в фильме разбита надвое и поётся перед «Don Juan Triumphant»: Рауль идёт по театру и рассказывает директорам о своём плане по поимке Призрака, после чего приходит в часовню к Кристине и пытается её успокоить. В сценической версии она звучит между «Notes II» и «A Rehearsal for Don Juan Triumphant» и целиком происходит в кабинете директоров.
- Для фильма Ллойд-Уэббер и Харт сочинили новую песню: «No One Would Listen». В песне Призрак изливает свои чувства к Кристине как к единственной, кто услышал его. Изначально в фильме сцена с песней должна была быть после арии Кристины «Twisted Every Way», но её вырезали, по словам режиссера, из-за того, что она тормозила производство. Песню на мотив «No One Would Listen», под названием «Learn To Be Lonely» в исполнении Минни Драйвер (Карлотты), можно услышать во время финальных титров. Проигрыш песни без слов звучит после арии «Why So Silent» и в самом конце фильма.

## Релиз

### Кассовые сборы
Премьера в США состоялась 22 декабря 2004 года в ограниченном прокате в 622 кинотеатрах. Фильм занял десятую строчку в бокс-офисе по результатам уик-энда, собрав $6,5 миллионов за первые пять дней проката. Затем прокат был расширен до 907 кинотеатров 14 января 2005 года — фильм занял 9-ю строчку по результатам кассовых сборов, после того, как фильм получил широкий прокат в 1511 кинотеатрах начиная с 21 января 2005 года. Картина собрала $51 268 815 в США и $107 миллионов по всему миру.
За рубежом картина пользовалась особым успехом. Стоит отметить Японию, где фильм собрал ¥4,2 миллиарда, что приблизительно составляет $35 миллионов — картина стала шестым самым успешным зарубежным фильмом в прокате по итогам года. В Великобритании и в Южной Корее фильм привлёк в залы по 10 миллионов зрителей, собрав $17,5 и $11,9 соответственно. Фильм собрал $2 267 690 в российском прокате. Общие мировые сборы картины составили $158 225 796.
Премьера в Германии и Малайзии состоялась 16 декабря 2004 года, в Нидерландах и России — 6 января 2005 года, в Панаме, Уругвае и ЮАР — 4 февраля 2005 года, .

### Критика
Картина получила смешанные отзывы критиков. Основываясь на 163 обзорах на сайте Rotten Tomatoes, 33 % критиков понравилась картина, набравшая рейтинг 5/10. Критики назвали картину «слишком театральной, скучной, без романтики и опасных приключений». С другой стороны, критики были единодушны в том, «постановка действительно грандиозна». От топ-критиков фильм получил 28 % на основе 36 обзоров, а средний показатель картины — 4.7/10. К примеру сайт Metacritic присвоил картине 40 баллов из 100 на основе 39 обзоров.
Джонатана Розенбаума из «Chicago Reader» впечатлила игра актёров, он отметил, что «молодёжная мелодрама в стиле оперетты заменяет хоррор-элементы, знакомые по ужастикам, а режиссёр Джоэль Шумахер наслаждается каждый деталью, которая помогает перенести классические театральные приёмы на большой экран с тем же чувством диско, которое он передал в картине „Бэтмен навсегда“». Стэфани Зачарек с сайта Salon.com написала, что «фильм перенёс все недостатки бродвейской постановки на большой экран с невероятным торжеством».
Дэвид Ансен из «Newsweek» дал картине неоднозначную оценку: ему понравилась игра Эмми Россум, однако отметил, что создатели в основном сконцентрировались на визуальной части постановки — костюмах и декорациях, забыв об убедительности сюжетных линий. «Романтическая линия — огромное театральное клише, которые вызывает лишь скуку в кино такого масштаба — это не делает меня преданным поклонником картины. Кроме того, я могу представить куда более харизматичного Призрака, чем тот, которого сыграл Батлер. В целом, музыка Уэббера — а-ля новый Пуччини — всё звучит и звучит и звучит, словно одурманивая». Оуэн Глиберман из журнала «Entertainment Weekly» считает, что Шумахеру не удалось придать глубины кино-версии постановки: «Шумахер, добавивший соски на костюм Бэтмена, так консервативно, будто он хотел обратить внимание зрителей на каждую мелочь».
Роджер Эберт написал, что он «определённо получил удовольствие от просмотра фильма, который просто будоражит воображение своей роскошью. Шумахер ничего не мог поделать с музыкальной историей — какой материал был на руках, с таким и работал, и у него всё получилось». Макл Декина из журнала «Film Threat» отметил, что «театральная постановка оставляет в душе зрителя много эмоций: печаль, обморочное состояние, сентиментальность и задумчивую улыбку — теперь все эти чувства будут жить в фильме».

### Награды
Фильм был номинирован на премию «Оскар» в трёх номинациях. Энтони Пратт и Силия Бобак получили номинацию за художественную работу, а Джон Мэтисон — за операторскую. Но обе награды достались картине «Авиатор». Эндрю Ллойд Уэббер и поэт Чарльз Харт номинировались за песню «Learn To Be Lonely», написанную специально для киноверсии, но премия досталась песне «Al Otro Lado Del Río» из фильма «Че Гевара: Дневники мотоциклиста».
Кроме того песня получила номинацию на премию «Золотой глобус», но проиграла «Old Habits Die Hard» из мелодрамы «Красавчик Альфи, или Чего хотят мужчины». Эмми Россум получила номинацию, как «Лучшая актриса в мюзикле или комедии», однако премия досталась Аннетт Беннинг за роль в фильме «Театр». На премию «Сатурн» Россум также получила номинацию, как «Лучшая молодая актриса», а фильм номинировался в категории «Лучший приключенческий/фильм-триллер». Также Александра Бирн получила номинацию за дизайн костюмов.

## Продукция
Цена маски Призрака на аукционе eBay — 6350 фунтов.

### Выход на видео
Картина выходила в США на VHS, DVD, HD DVD и Blu-Ray с различными бонусными материалами в виде документальных фильмов.
Компания «Парадиз» выпустила фильм на VHS в России. Также картина выходила на DVD — издатели «CP Digital» (2005) и «Синема Трейд» (2007). Существует также коллекционное 3-х дисковое издание фильма с документальными фильмами (2005 год, «CP Digital») и саундтреком и подарочное издание в бархатной коробке. Для проката в России и выхода на видео-носителях диалоги были полностью дублированы, а песни переведены субтитрами в стихотворной форме. На Blu-Ray в фильм в России не издавался.

### Саундтрек
В 2004 году в продажу поступил официальный альбом из 14 треков, а также полная 2-дисковая версия саундтрека с 25 композициями. Упрощённая версия альбома также вышла и в России, изданием занимались лейблы «Sony Classical» и «SONY BMG Russia». Саундтрек к фильму был переведён на французский, итальянский, испанский и немецкий языки и был выпущен официально в этих странах. В России была издана англо-язычная версия исполнения.
CD 1:
1. Prologue (2:47)
2. Overture-Hannibal (7:26)
3. Think Of Me (6:33)
4. Angel Of Music (3:00)
5. Little Lottie / The Mirror (Angel Of Music) (4:11)
6. The Phantom Of The Opera (4:23)
7. The Music Of The Night (5:38)
8. Magical Lasso (1:19)
9. I Remember / Stranger Than You Dream It (3:21)
10. Notes / Prima Donna (10:04)
11. Poor Fool / He Makes Me Laugh / Il Muto (6:12)
12. Why Have You Brought Me Here / Raoul, I’ve Been There (3:04)
13. All I Ask Of You (4:52)
14. All I Ask Of You (Reprise) (2:55)

CD 2:
1. Masquerade / Why So Silent (8:38)
2. Madame Girys Tale / The Fairground (3:29)
3. Journey To The Cemetery (3:29)
4. Wishing You Were Somehow Here Again (3:41)
5. Wandering Child (1:47)
6. The Swordfight (1:48)
7. We Have All Been Blind (3:55)
8. Don Juan (4:00)
9. The Point Of No Return / Chandelier Crash (6:44)
10. Down Once More / Track Down This Murderer (14:32)
11. Learn To Be Lonely (2:27)

Кроме того существует композиция «No One Would Listen» в исполнении Джерарда Батлера — песня исполняется на мотив композиции «Learn To Be Lonely». Сцена с исполнением песни попала на DVD-издание картины в раздел бонусов.